# Alina Lopez
Alina Lopez (* 6. September 1995 in Seattle, US-Bundesstaat Washington) ist eine US-amerikanische Pornodarstellerin.

## Leben
Alina Lopez wurde als fünftes von sieben Geschwistern einer mexikanisch-stämmigen Mutter und eines irisch-stämmigen Vaters in Seattle geboren. Sie wuchs in einem konservativ geprägten mormonischen Haushalt auf. Die Familie zog nach Mesa (Arizona), als Alina fünf Jahre alt war. Im Jahr 2009 ließen sich ihre Eltern scheiden und sie zog mit ihrer Mutter nach St. George (Utah). Lopez modelte bereits als Kind für die Modehausketten Nordstrom und Dillard’s. Sie war eine talentierte Turnerin, die bis zu ihrem zwölften Lebensjahr an Turnieren teilnahm, wobei sie mehrere staatliche Meisterschaften in Arizona gewann. Vor ihrem Einstieg in die Erotikbranche im Jahr 2017 arbeitete sie unter anderem als Solarmodultechnikerin und in einem Internat für Kinder aus schwierigen Verhältnissen.
Ihr Pseudonym Alina Lopez wählte sie aus dem Vornamen ihrer Lieblingssängerin Alina Baraz sowie dem Geburtsnamen ihrer Mutter.
Lopez arbeitete für viele namhafte Studios der Porno-Branche, unter anderem Jules Jordan Video, Reality Kings, Blacked, HardX, Bangbros, Elegant Angel, Naughty America, Evil Angel und Digital Playground.
Im Januar 2019 wurde sie bei der Verleihung der AVN-Awards im Rahmen der Adult Entertainment Expo in Las Vegas mit dem Preis als „Hottest Newcomer“ (Fan-Award) ausgezeichnet.

## Auszeichnungen
- 2019: AVN-Award „Hottest Newcomer“ (Fan-Award)
- 2019: XBIZ-Award „Best Actress Taboo Themed Release“ für „Bishop’s Interview: An Alina Lopez Story“
- 2021: AVN-Award „Mainstream Venture of the Year“

## Filmografie (Auswahl)
- 2018: Gag Reflex 3
- 2018: Dirty Talk 6
- 2018: Love Stories 6
- 2018: Monsters of Cock 72 & 74
- 2018: Natural Beauties 8
- 2018: Swallowed.com 16
- 2018: Hot Bodies 3
- 2019: Angela Loves Women 5
- 2019: Blacked Raw 20
- 2019: Drive
- 2019: Filling Up The Babysitter 2
- 2019: Interracial Icon 10 & 11
- 2019: Mommy’s Daughter 2
- 2019: Nympho.com 1
- 2019: Showcases Chapter Three
- 2019: Slut Puppies 14
- 2019: Super Cute 10
- 2019: Teenage Lesbian
- 2019–2020: Interracial Threesomes 8 & 9
- 2020: Neurotic Nymphos
- 2020: Oil Overload 16
- 2020: Rocco’s Back To America For More Adventures
- 2020: Threesome Fantasies 8
- 2020: White Booty 3
- 2020: Perfect Tens
- 2020: Paranormal
- 2021: Flesh Hunter 15
- 2021: Girls Lovin Girls 2
- 2021: Massage Creep 30
- 2021: My Step-Mom Used Me
- 2021: My Yoga Friend
- 2021: Pussy Lust 11
- 2021: Step Siblings Caught 21
- 2021: Teens Like It Big 24
- 2021: Tonight’s Girlfriend 103
- 2021: Trim 1
- 2021: The Real Asstate Agent 4

## Belege
1. ↑  Internet Movie Database: Biografie Alina Lopez, abgerufen am 22. März 2020.

| Personendaten    | Personendaten                      |
| ---------------- | ---------------------------------- |
| NAME             | Lopez, Alina                       |
| KURZBESCHREIBUNG | US-amerikanische Pornodarstellerin |
| GEBURTSDATUM     | 6. September 1995                  |
| GEBURTSORT       | Washington                         |